# Liste der Panzermodelle des Ersten Weltkrieges
Die Liste der Panzermodelle des Ersten Weltkrieges erfasst die meisten Panzer dieser Zeit. Weitere Informationen finden sich im Artikel Panzer (1914–1933).
Hinweis: Einige dieser Panzer wurden später von der Wehrmacht bei Erprobungen und für andere Zwecke als Beutewaffen genutzt. Eine Übersicht dazu findet sich in der Liste von Panzerkampfwagen gemäß den Kennblättern fremden Geräts D 50/12.

## Entente

### Frankreich

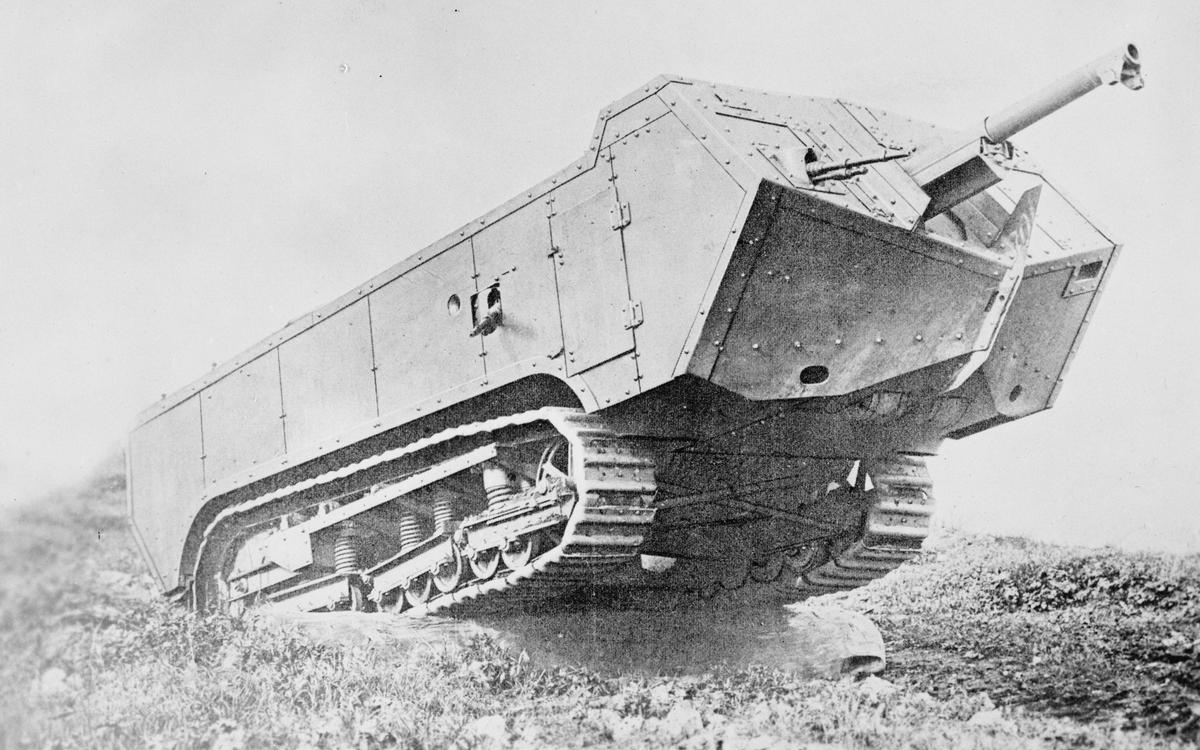
St. Chamond

- Char d’assaut Schneider CA1
- Char d’assaut St. Chamond
- Char Renault FT

### Großbritannien

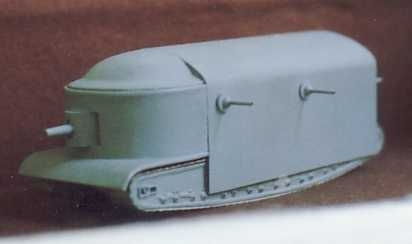
Modell eines Flying Elephant

- Little Willie
- Mark I
- Mark II
- Mark III
- Mark IV
- Mark V
- Medium Mark A (Whippet)
- Medium Mark B
- Medium Mark C
- Medium Mark D
- Killen-Strait Traktor (Prototyp 1915, drei Ketten nach Dreiradanordnungsart)

### Italien

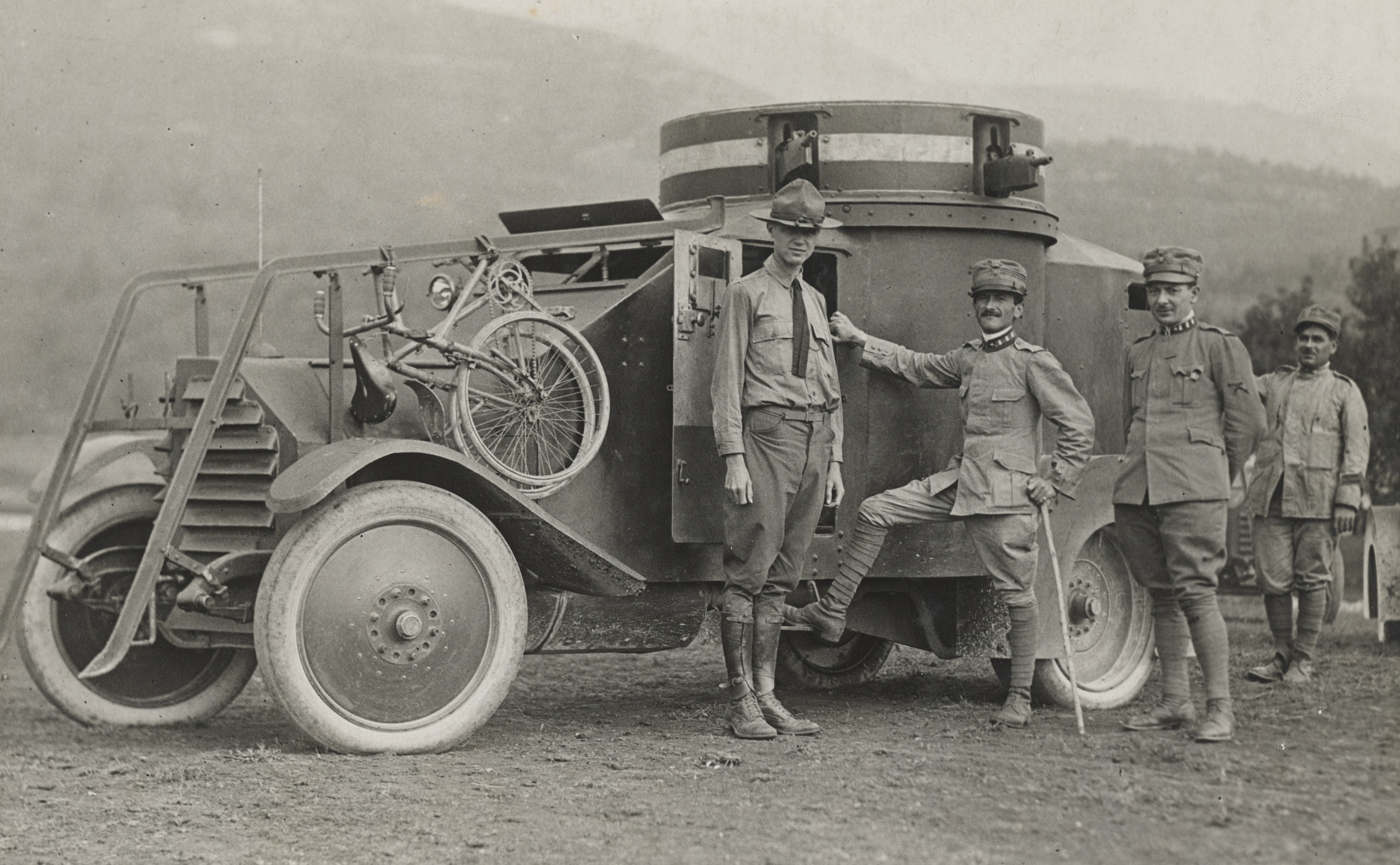
Lancia 1Z Fahrzeugvorführung (1918)

- Fiat 2000
- Lancia 1Z

### Belgien
- Minerva Panzerwagen
- Mors Panzerwagen
- SAVA Panzerwagen

## Mittelmächte

### Deutsches Reich

A7V

A7V-U

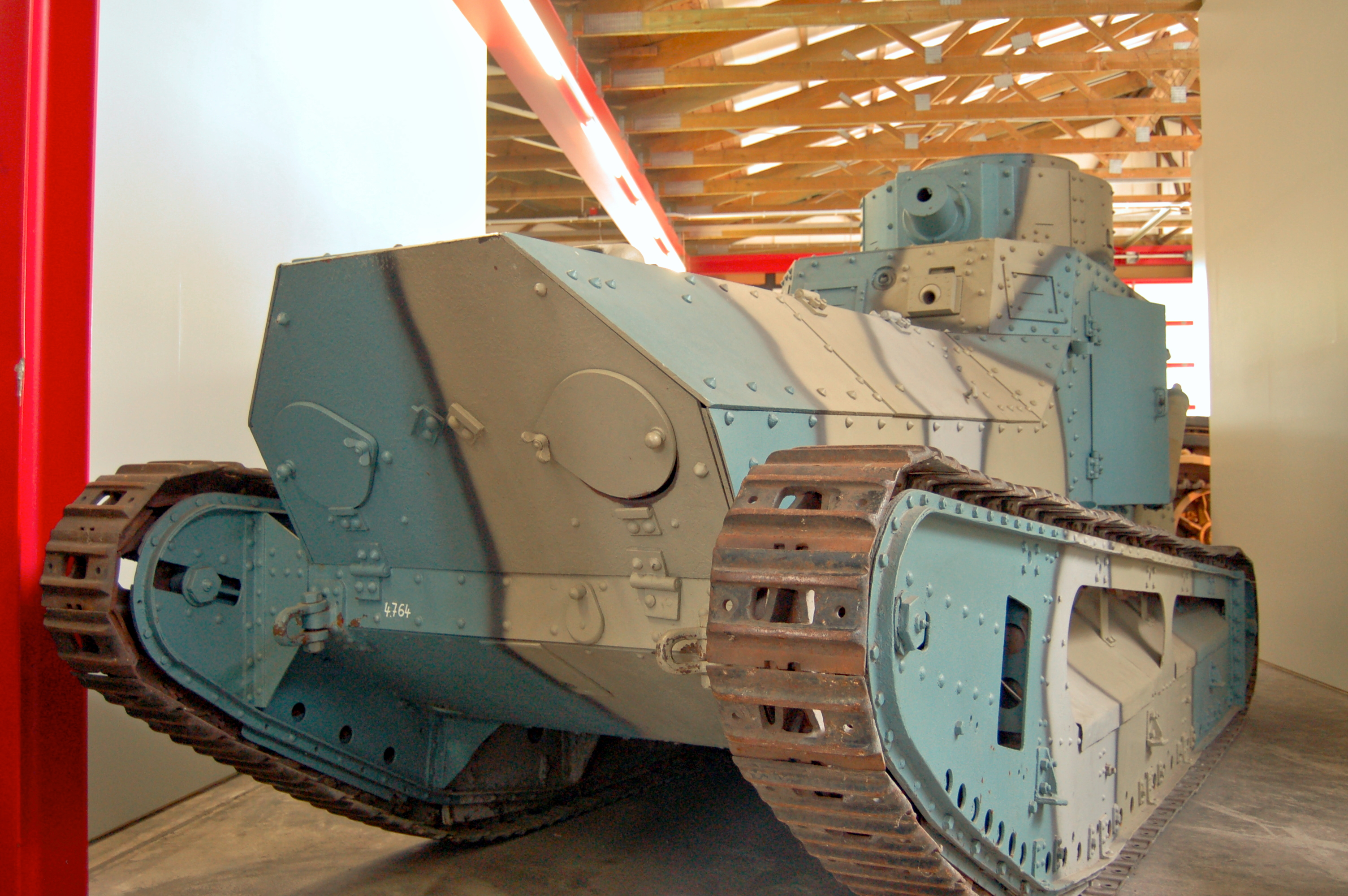
LK II

- Krupp Geschützwagen 14
- Ehrhardt E-V/4 Straßenpanzerwagen
- Büssing A5P
- Sturmpanzerwagen A7V
- A7V-Überlandwagen

### Österreich-Ungarn
- Austro-Daimler Panzerwagen
- Romfell
- Junovicz-Panzerwagen

## Prototypen
Diese Modelle kamen während des Krieges nicht zum Einsatz oder waren reine Studien.

### Deutsches Reich
- A7V-U
- Daimler Sturmwagen
- K-Wagen (Großkampfwagen)
- LK I
- LK II
- Orion-Wagen
- Sturmpanzerwagen Oberschlesien

### Österreich-Ungarn
- Burstyn-Motorgeschütz (Entwurf)

### Großbritannien
- Mark VI
- Mark VII
- Mark VIII
- Flying Elephant
- Killen-Strait Traktor

### Frankreich
- Char 2C

### Russland
- Austin-Putilow Radpanzer
- Zar  (Prototyp 1915, vorn Speichenräder und Doppelhinterrad nach Dreiradanordnungsart)
- Mendelejev (Entwurf)

### USA
- Holt Gas-Electric Tank
- Steam Tank
- Ford M 1918